# 八甲山純司
八甲山 純司（はっこうざん じゅんじ、1884年8月3日 - 1951年1月10日）は、青森県東津軽郡横内村（※現役当時、現・同県青森市）出身で湊川部屋（入門時は若松部屋）に所属した大相撲力士。本名は、清藤 純司（せいどう じゅんじ）。引退後は8代高島を襲名して高島部屋を創設、大関をはじめとする多くの幕内力士を育てた。

## 来歴
1884年8月3日に、当時の青森県東津軽郡横内村で生まれる。子供の頃から怪力で、19歳で土地相撲での活躍を見た若松から勧誘されたが、自身は長男だったために両親から反対された。それでも3年後に角界入りを決意し、兵役終了後に家出して若松部屋へ入門した。1908年1月場所において幕下付出で初土俵を踏むと順調に出世していき、1910年6月場所で新十両昇進、その十両も1場所で通過して1911年2月場所では新入幕を果たすというスピード出世だった。
身長175cm・体重94kgと当時の力士としては標準的な体格ながら筋肉質で、特に守りに入った際の腰の重さには定評があった。当時、「梅常陸時代」として明治時代後期の相撲黄金時代を築いた梅ヶ谷藤太郎（2代）でも八甲山を土俵の外に押し出せず、2度の引分となっている。人気幕内力士であるゆえに三役昇進を期待されたが、怪力任せの強引な取り口が多いのに加えて「オレは稽古しなくても、幕内は十分務まるのだ」と豪語していたにもかかわらず、酒豪が災いして三役昇進は果たせず、幕内在位20場所を全て平幕で過ごした。1920年1月場所では幕内で10戦全敗を記録したほか、現役引退直前は東十両12枚目まで陥落しており、力の衰えは誰が見ても明らかだった。
6代若松の養子で三段目格行司の2代木村一学が24歳の若さで7代若松を襲名すると、これに不満を抱いて大ノ里と共に湊川部屋に移籍した。
1922年1月場所を最後に引退し、年寄・高嶋を襲名して高島部屋を創設した。戦中から戦後直後にかけて、吉葉山潤之輔・三根山隆司・輝昇勝彦と、後に戦後の大相撲界を背負って立つ名力士を多数育成した。
1951年1月10日に死去、66歳没。没後、高嶋部屋は初期の弟子で独立していた元小結・巴潟の安治川親方が名跡変更して継承し、吉葉山は横綱へ、三根山は大関へ昇進し、いずれも一度だけだが賜杯を手にしている。
現在、故郷・青森市に、八甲山の顕彰碑が存在する。

## エピソード
1912年春場所8日目、幕内(当時)有明との取組の際、両者が廻しを取って捻り合ううちに八甲山の廻しが外れた。本来なら不浄負けとなるところだったが、ほぼ同時に投げられた有明が土俵に転がり軍配は八甲山に上がった。物言いは付かず、八甲山は手で股間を抑えながら勝ち名乗りを受けた。
大ノ里萬助と共に若松部屋を離脱したものの、その大ノ里は不仲だったと云われ、大ノ里が湊川部屋に移籍した後に何らかのトラブルによって大ノ里を殴って負傷させ、大ノ里が出羽海部屋に移籍するきっかけを作っている。

## 主な戦績
- 通算幕内成績：74勝101敗8分1預16休
- 幕内在位：20場所